# Ecclesia Gnostica Spiritualis
 Der er for få eller ingen kildehenvisninger i denne artikel, hvilket er et problem. Du kan hjælpe ved at angive troværdige kilder til de påstande, som fremføres i artiklen.

Ecclesia Gnostica Spiritualis eller den Gnostiske Spirituelle Kirke er en gnostisk kirke grundlagt af Lucien-Francois Jean-Maine (1869 – 1960), en haitiansk voodoopræst og spiritist, der i 1899 var blevet konsekreret til katolsk biskop af Paul Pierre de Marraga.
Kirken har sine rødder i Frankrig, Spanien og Haiti. Læren baseres på individets direkte kontakt med de åndelige planer. Kirkens nuværende åndelige leder er Michael Paul Bertiaux. 